# Maison moscovite de la photographie
Pour les articles homonymes, voir Maison de la photographie.
La Maison moscovite de la photographie est le premier musée russe spécialisé dans la photographie.
Elle abrite des collections classiques et contemporaines (Alexandre Grinberg, Max Penson, Alexandre Rodtchenko...).

## Histoire
Le musée est fondé sous l’impulsion d’Olga Sviblova en 1996 : son premier emplacement est une salle municipale proposée par la mairie de Moscou, à proximité de la place Rouge et du musée Pouchkine.

## Source de la traduction
- (en) Cet article est partiellement ou en totalité issu de l’article de Wikipédia en anglais intitulé « Moscow House of Photography » (voir la liste des auteurs).